# José Canaleta

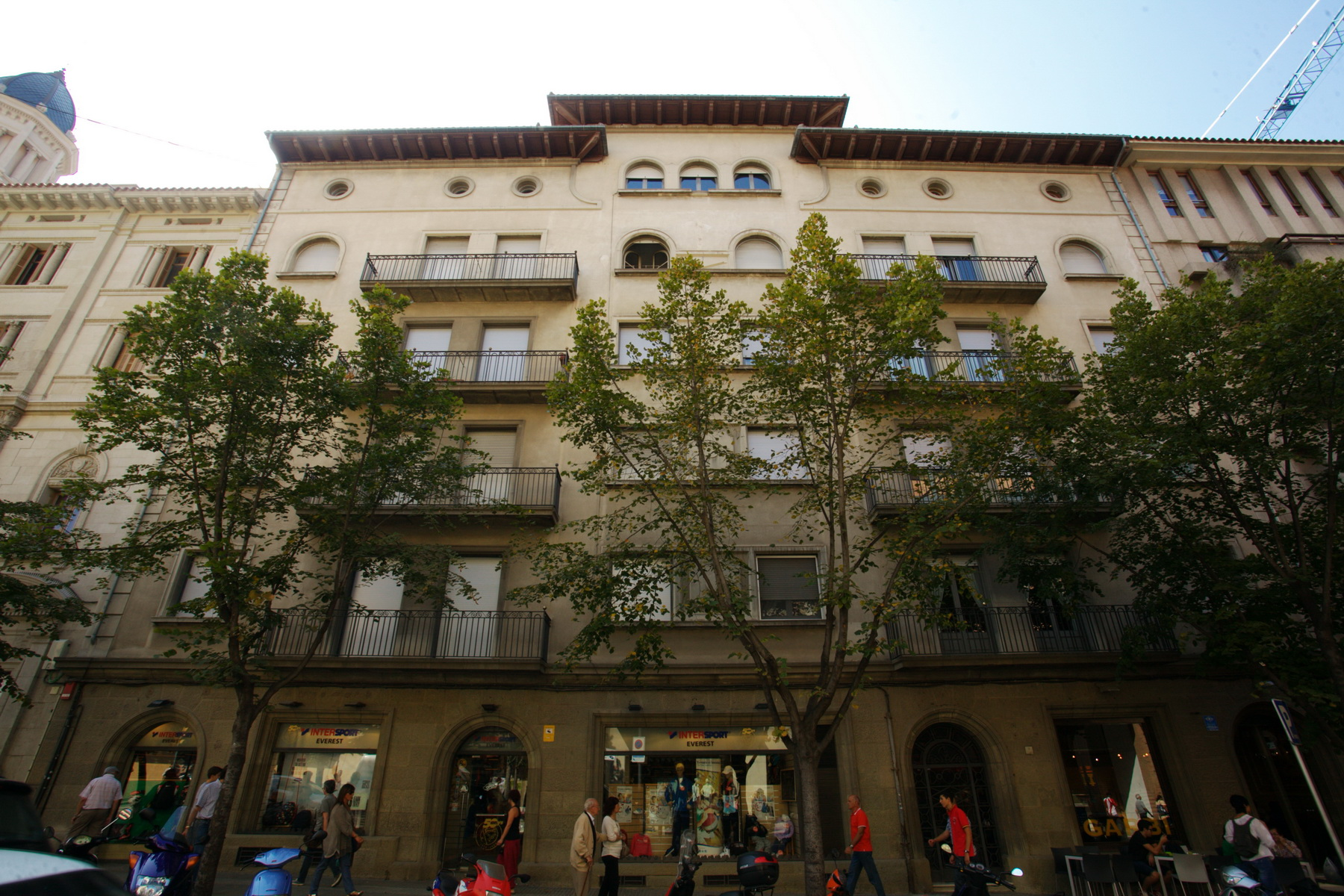
Casa Fortuny, Vic (1910)

José Canaleta Cuadras (en catalán: Josep Canaleta i Cuadras) (Sarrià, 1875-Barcelona, 1950) fue un arquitecto español. 

## Biografía
Titulado en la ETSAB en 1902, fue discípulo de Antoni Gaudí, al que conoció a través de la familia Güell, con la que estaba emparentado. Colaboró con Gaudí en la Sagrada Familia, la casa Batlló, la casa Milà y la cripta de la Colonia Güell. En esta última se encargó de la maqueta polifunicular, junto al escultor Vicenç Vilarrubias. En 1910 colaboró también con su maestro en las farolas de Vic, erigidas en conmemoración del primer centenario del nacimiento del eclesiástico y filósofo vicense Jaime Balmes.
Canaleta evolucionó desde el modernismo hacia el novecentismo. Realizó diversos proyectos en Barcelona, Cornellá de Llobregat y Castelldefels. En Vic construyó diversos edificios, como la casa Fortuny (1910) y la casa Vilaró (1910). Fue autor del Teatro de la Cooperativa en Roda de Ter (1915). Fue arquitecto municipal de Viladecans, donde construyó el Matadero Municipal y el Mercado (1933), así como la iglesia parroquial y una Cruz de los Caídos (1939).